# Inčukalns (stacja kolejowa)
Inčukalns (ros. Инчукалнс) – stacja kolejowa w miejscowości Inčukalns, w gminie Inčukalns, na Łotwie. Położona jest na linii Ryga - Valga.
Stacja Hinzenberg powstała w czasach carskich. W 1919 zmieniono jej nazwę na Inčukalns.